# Suslic del Kirguizstan
El suslic del Kirguizstan (S. relictus) és una espècie de rosegador esciüromorf de la família dels esciúrids. Es troba al Kazakhstan, el Kirguizstan i a l'Uzbekistan, i se l'ha localitzat en unes altituds d'entre 500 i 3.200 metres. A vegades també se l'anomena esquirol relicte de terra o esquirol de terra de Tian Shan, un nom també usat per a Spermophilus ralli, que de vegades es considera la mateixa espècie .